# Ladislav Pešek
Ladislav Pešek (ur. 4 października 1906 w Brnie, zm. 13 lipca 1986 w Pradze) – czeski aktor. W latach 1931–1984 zagrał w ponad 90 filmach i serialach telewizyjnych.

## Wybrana filmografia
- 1939: Droga do głębi duszy studenckiej
- 1940: Życie jest piękne
- 1941: Ukochany
- 1941: Hotel Błękitna Gwiazda
- 1948: Szewc Mateusz
- 1955: Psiogłowcy
- 1955: Sobór w Konstancji
- 1956: Jan Žižka
- 1956: Grubasku, wyjdź z worka
- 1956: Proszę ostrzej!
- 1957: Osamotniony
- 1957: Wrześniowe noce
- 1959: Majowe gwiazdy
- 1973: Złotowłosa
- 1977: Adela jeszcze nie jadła kolacji
- 1977: Szpital na peryferiach